# 私たちの周辺
『私たちの周辺』（わたしたちのしゅうへん）は、1963年12月2日から1966年4月23日まで信越放送で放送されていた情報番組である。
放送内容は、長野県各地の模様をフィルム構成で紹介するというもの。信越放送は1964年10月25日にテレビカラー放送を開始しているが、ネット受けのみであったため、終了までモノクロフィルム構成のままであった。この番組で取り上げられたものの中には、現在の長野県では見られなくなった風景・伝承が紹介されているため、歴史的な遺産として貴重な存在であり、近年信越放送のアーカイブ番組で再び取り上げられている。
放送時間は、当初は月曜 - 金曜の7:15からで、のちに7:10から15分間に変更された。
後番組は、1966年4月25日放送開始の『きょうの人』である。